# Chaetopleura benguelensis
Chaetopleura benguelensis är en blötdjursart som beskrevs av Kaas och Van Belle 1987. Chaetopleura benguelensis ingår i släktet Chaetopleura och familjen Ischnochitonidae.
Artens utbredningsområde är Angola. Inga underarter finns listade i Catalogue of Life.